# Handelsvlag
Een handelsvlag (?) is een civiele vlag die op zee wordt gevoerd door schepen die in het betreffende land zijn geregistreerd als koopvaardijschip. Tevens kan deze worden gebruikt op de internationale binnenvaart, zoals op de Rijn, waar Luxemburgse schepen de handelsvlag voeren. 
Op 20 april 1921 kwamen de vertegenwoordigers van de belangrijkste staten overeen dat alle staten handelsvlaggen mogen gebruiken, ongeacht de vraag of zij een kustlijn hebben.
De handelsvlag wordt in het algemeen aan een vlaggenmast op de achtersteven van het schip bevestigd. De vlag geeft (wanneer de vlag niet is gecombineerd met een andere op zee gebruikte vlag) behalve de landsaanduiding aan dat het om een vaartuig gaat dat niet wordt gebruikt door een overheidsinstantie of een militaire organisatie van het betreffende land. In die gevallen voert het schip een dienstvlag respectievelijk een oorlogsvlag.
Niet alle landen hebben een ander ontwerp voor hun handelsvlag dan dat van hun 'gewone' nationale vlag. Wanneer dit wel het geval is, zoals de handelsvlag van Albanië, dan is dat bij een afbeelding van een landsvlag aan het vexillologisch symbool te zien. Bij vlaggen die als handelsvlag mogen worden gevoerd wordt in het vakje linksonder een bolletje geplaatst. Een handelsvlag kan ook dezelfde zijn als een vlag voor ander gebruik van hetzelfde land.

## Voorbeelden

Nationale vlag ter zee van Frankrijk (2:3)
?Handelsvlag van Australië
?Handelsvlag van Italië
Handelsvlag van Albanië (2:3)
Civiele vlag van België te land en ter zee (2:3)
Britse handelsvlag of Red ensign (1:2)